# Randens hög

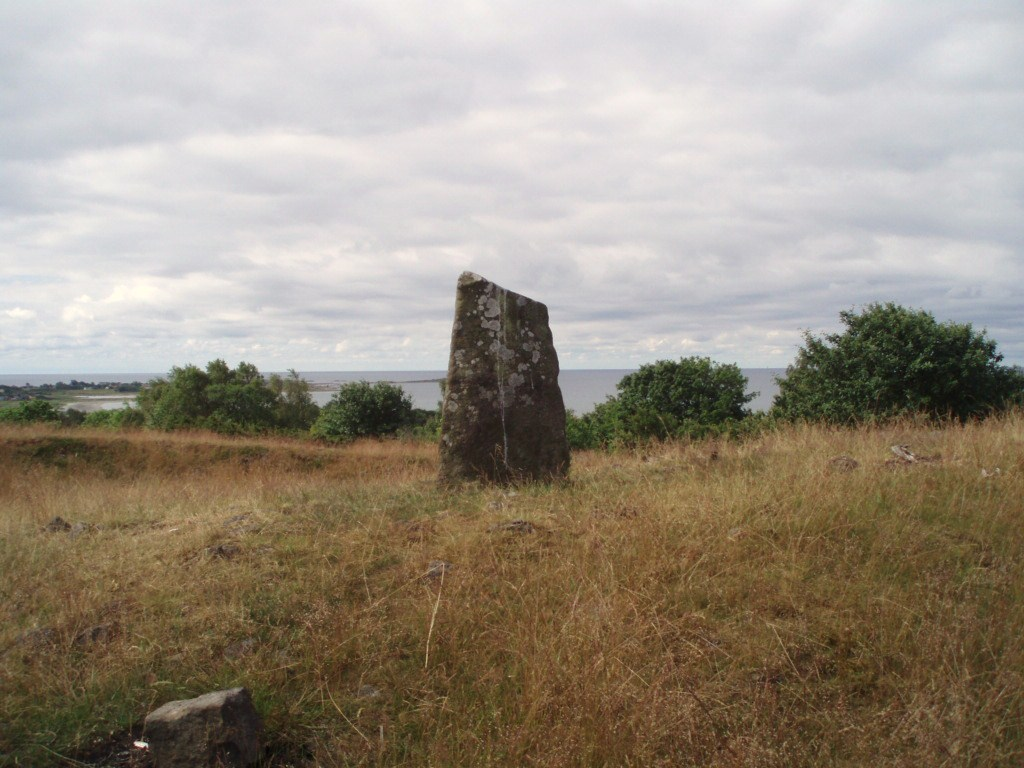
Randens hög mit Bautastein

Randens hög (auch Kung Ranes grav, Döde kungen oder Våern genannt) ist ein Rundhügel nahe dem Kreisverkehr Ranelidsrondellen (benannt nach dem Hügel) südlich der Straße Apelviksleden in Varberg in Halland in Schweden. 
Während der Bronzezeit (1800–500 v. Chr.) war der Hügel rund, wurde aber durch Abgrabungen beschädigt. Der Hügel hat etwa 30 m Durchmesser und ist 1,5 m hoch. Auf dem Hügel steht ein Bautastein, wahrscheinlich eine Grenzmarkierung.
Ob König Rane dort begraben wurde, kann nicht beantwortet werden, da das Grab nie untersucht wurde. Die Gegend um Varberg hat zahlreiche Reste aus der Bronzezeit. 
Großhügel mit einem Durchmesser von mehr als 30 Metern sind vorzugsweise um den Mälaren anzutreffen und heißen oft „Kungshögen“ (deutsch „Königshügel“ - Sättuna Kungshög; Kungshögen von Högsäter und Nysäter; Kungshögen Höllviken und die Kungshögarna von Malmö-Oxie).
Die Großhügel stammen oft aus der jüngeren Eisenzeit. Einige der größten sind: Anundshög in Västmanland, Grönehög in Bohuslän, Högom in Medelpad, Inglinge hög in Småland, Ledbergs kulle in Östergötland, Skalunda hög in Västergötland, Ströbo hög in Västmanland und die drei Hügel in Alt-Uppsala in Uppland.